# Edith Barrett
Edith Barrett est une actrice américaine née le 19 janvier 1907 à Boston (Massachusetts), et morte le 22 février 1977 à Albuquerque au Nouveau-Mexique.

## Biographie
- Elle fut mariée à Vincent Price de 1938 à 1948.

## Filmographie

### Cinéma
- 1941 : Ladies in Retirement de Charles Vidor : Louisa Creed
- 1942 : Lady for a Night de Leigh Jason : Katherine Alderson
- 1942 : Give Out, Sisters : Agatha Waverly
- 1942 : Get Hep to Love : Miss Roberts
- 1942 : You Can't Escape Forever : Madame Lucille
- 1943 : Vaudou (I Walked with a Zombie) de Jacques Tourneur : Mrs. Rand
- 1943 : Always a Bridesmaid : Mrs. Cavanaugh
- 1943 : Le Chant de Bernadette (The Song of Bernadette) de Henry King : Croisine Bouhouhorts
- 1943 : Le Vaisseau fantôme (The Ghost Ship) de Mark Robson : Ellen Roberts
- 1943 : Jane Eyre (Jane Eyre) de Robert Stevenson : Mrs. Fairfax
- 1944 : L'Odyssée du docteur Wassell (The Story of Dr Wassell) de Cecil B. DeMille : Mère du jeune garçon anglais
- 1944 : L'Esprit pervers (Strangers in the Night) de Anthony Mann : Ivy Miller
- 1944 : Les Clés du royaume (The Keys of the Kingdom) de John M. Stahl : Aunt Polly
- 1945 : Molly and Me de Lewis Seiler : Julia
- 1945 : L'esprit fait du swing (That's the Spirit) de Charles Lamont : Abigail
- 1948 : L'Impitoyable (Ruthless) d'Edgar George Ulmer : Mrs. Burnside
- 1949 : Une femme joue son bonheur (The Lady Gambles) de Michael Gordon : Ruth Phillips
- 1952 : Holiday for Sinners : Mrs. Corvier
- 1956 : Le Cygne (The Swan) de Charles Vidor : Elsa - la bonne de Beatrix
- 1958 : Le Temps de la peur (In Love and War) de Philip Dunne : Mrs. Lenaine

### Télévision
- 1957 : Alfred Hitchcock présente ("Alfred Hitchcock Presents") (série) : Aggie Whiteford
- 1955 : Lux Video Theatre (en) (série)
- 1959 : Northwest Passage (série) : Reba Morris